# Contea di Wood (Texas)
La contea di Wood in inglese Wood County è una contea dello Stato del Texas, negli Stati Uniti. La popolazione al censimento del 2010 era di 41 964 abitanti. Il capoluogo di contea è Quitman. Il nome della contea deriva da George Tyler Wood, governatore del Texas dal 1847 al 1849.

## Geografia
| Anno | Popolazione | ±%     |
| ---- | ----------- | ------ |
| 1860 | 4,968       | Note:  |
| 1870 | 6,894       | 38.8%  |
| 1880 | 11,212      | 62.6%  |
| 1890 | 13,932      | 24.3%  |
| 1900 | 21,048      | 51.1%  |
| 1910 | 23,417      | 11.3%  |
| 1920 | 27,707      | 18.3%  |
| 1930 | 24,183      | −12.7% |
| 1940 | 24,360      | 0.7%   |
| 1950 | 21,308      | −12.5% |
| 1960 | 17,653      | −17.2% |
| 1970 | 18,589      | 5.3%   |
| 1980 | 24,697      | 32.9%  |
| 1990 | 29,380      | 19.0%  |
| 2000 | 36,752      | 25.1%  |
| 2010 | 41,964      | 14.2%  |

Secondo l'Ufficio del censimento degli Stati Uniti d'America la contea ha un'area totale di 696 miglia quadrate (1800 km²), di cui 645 miglia quadrate (1670 km²) sono terra, mentre 50 miglia quadrate (130 km², corrispondenti al 7,3% del territorio) sono costituiti dall'acqua.

### Strade principali
- U.S. Highway 69
- U.S. Highway 80
- State Highway 11
- State Highway 37
- State Highway 154
- State Highway 182

### Contee adiacenti
- Hopkins County (nord)
- Franklin County (nord-est)
- Camp County (nord-est)
- Upshur County (est)
- Smith County (sud)
- Van Zandt County (sud-ovest)
- Rains County (ovest)

### Aree nazionali protette
- Little Sandy National Wildlife Refuge

## Politica
Wood County è rappresentata nella camera dei Rappresentanti del Texas dal repubblicano Bryan Hughes, un avvocato di Mineola.

## Istruzione
La Jarvis Christian College è situata in una zona non incorporata della contea, vicino a Hawkins.